# 最新型の/超音速の/レディメイドのピチカート・ファイヴ
『最新型の/超音速の/レディメイドのピチカート・ファイヴ』（さいしんがたの/ちょうおんそくの/レディメイドのピチカート・ファイヴ）は、2006年3月31日にリリースされたピチカート・ファイヴのミニ・アルバム3枚のコンピレーション・アルバム。
本項ではミニ・アルバムの『最新型のピチカート・ファイヴ』『超音速のピチカート・ファイヴ』『レディメイドのピチカート・ファイヴ』それぞれについても記述する。

## 解説
本作は1991年6月から8月の3か月にかけて発売された『最新型のピチカート・ファイヴ』『超音速のピチカート・ファイヴ』『レディメイドのピチカート・ファイヴ』のミニ・アルバム3枚を1枚にコンパイルした。新アートワーク仕様。

## 収録曲
- 『最新型のピチカート・ファイヴ』（1〜5）
- 『超音速のピチカート・ファイヴ』（6〜11）
- 『レディメイドのピチカート・ファイヴ』（12〜18）

1. イントロダクション（2分13秒）
2. ブリジッド・バルドーT.N.T.（3分49秒）
  - 詞／曲：高浪敬太郎
3. 女性上位時代 #1（5分26秒）
  - 曲：小西康陽・野宮真貴
4. 大人になりましよう（7分21秒）
  - 詞／曲：小西康陽
5. ラヴソング・ラヴソング（6分09秒）
  - 詞／曲：小西康陽
6. the sound spectacular（1分13秒）
7. ロンドン - パリ（4分01秒）
  - 詞／曲：小西康陽
8. Tokyo's coolest sound（6分20秒）
  - 詞：小西康陽　曲：高浪敬太郎　編曲：宮崎“DMY”泉
9. 女性上位時代 #2（0分40秒）
  - 詞／曲：小西康陽・野宮真貴
10. 昨日・今日・明日（4分26秒）
  - 詞：野宮真貴　曲：高浪敬太郎
11. サンキュー（world peace now mix）（7分01秒）
  - 詞／曲：小西康陽
12. 結婚のすべて（4分53秒）
  - 詞／曲：小西康陽
13. ジンクス（5分27秒）
  - 詞／曲：小西康陽
14. 女性上位時代 #3〜an interview for I-D JAPAN magazine（2分20秒）
15. ヴァカンス（2分20秒）3:45
  - 詞／曲：高浪敬太郎
16. 街は前頭葉の中で発達しはじめる（3分06秒）
  - 作者：山崎玲子　朗読：沼田元氣
17. 空飛ぶ理科教室（3分10秒）
  - 詞：あがた森魚　曲：高浪敬太郎
18. No.5（5分11秒）
  - 詞／曲：小西康陽

## 補足事項
2006年3月、小西康陽はコロムビアミュージックエンタテインメント（現・日本コロムビア）内のレーベル「*********records,tokyo（レディメイドレコーズ・トーキョー）」を「columbia*readymade（コロムビア・レディメイド）」にリニューアル。新レーベル第一弾はピチカート・ファイヴ既発アルバム17作と新編集ベスト・アルバム2作を同年3月31日一斉リリースしている。

## 最新型のピチカート・ファイヴ
1991年6月1日に発売された。

### 収録曲
1. イントロダクション
2. ブリジッド･バルドーT.N.T.
3. 女性上位時代 #1
4. 大人になりましよう
5. ラヴソング･ラヴソング

## 超音速のピチカート・ファイヴ
1991年7月1日に発売された。

### 収録曲
1. the sound spectacular
2. ロンドン-パリ
3. Tokyo's coolest sound
4. 女性上位時代 #2
5. 昨日･今日･明日
6. サンキュー(world peace now mix)

## レディメイドのピチカート・ファイヴ
1991年8月1日に発売された。

### 収録曲
1. 結婚のすべて
2. ジンクス
3. 女性上位時代 #3
4. ヴァカンス
5. 街は前頭葉の中で発達しはじめる　作：山崎玲子　朗読：沼田元氣
6. 空飛ぶ理科教室
7. No.5